# Вільям Форсайт (ботанік)
Вільям Форсайт (англ. William Forsyth, 1737—1804) — шотландський садівник та ботанік, один із засновників Королівського садівничого товариства (англ. Royal Horticultural Society).

## Біографія
Народився у Шотландії, у віці 25 років переїхав до Лондона, де отримав освіту садівника в Аптекарському саду Челсі. У 1779 році був призначений на посаду головного садівника Кенсінгтонського палацу.
Ботанік Мартін Валь назвав на честь Вільяма Форсайта рослину Форзиція (Forsythia) - рід красивоквітучих чагарників родини маслинові.

## Основні праці
- William Forsyth. Observation on the diseases, defects, and injuries in all kinds of Fruit and Forest Trees. — London, 1791.(англ.)
- William Forsyth. A Treatise on the culture and management of Fruit-Trees. — London, 1802.(англ.)